# Penstemon debilis
Penstemon debilis är en grobladsväxtart som beskrevs av S.L. O'kane och J.L. Anderson. Penstemon debilis ingår i släktet penstemoner, och familjen grobladsväxter. Inga underarter finns listade i Catalogue of Life.